# Моос, Людвиг фон
Людвиг фон Моос (нем. Ludwig von Moos; 31 января 1910, Заксельн, Обвальден — 26 ноября 1990, Берн) — швейцарский политик, президент.

## Биография
Людвиг фон Моос изучал юриспруденцию в университете Фрибура, который окончил в 1930 году. В 1933 году там же получил степень лиценциата. Его политическая карьера началась в городском совете родного Заксельна, членом которого он был с 1934 по 1946 год, а с 1941 по 1946 год возглавлял. Одновременно с 1943 по 1946 год занимал пост заместителя председателя Верховного суда кантона Обвальден. В 1943 году в возрасте 33 лет, фон Моос был избран в Совет кантонов (верхняя палата парламента Швейцарии), членом которого оставался до 1959 года. Он состоял в католическо-консервативной фракции. В 1954 году внес предложение об отмене конфессиональных статей в федеральной конституции. С 1946 по 1959 год был членом Кантонального совета (правительства) Обвальдена, где возглавлял департаменты юстиции (1946-50) и полиции (1948-59), а также был главой правительства (1953-54, 1955-56, 1957-58 и 1959-60). В 1959 году избран в Федеральный совет.
- 17 декабря 1959 — 31 декабря 1971 — член Федерального совета Швейцарии.
- 1 января 1959 — 31 декабря 1971 — начальник департамента (министр) юстиции и полиции.
- 1963, 1968 — вице-президент Швейцарии.
- 1964, 1969 — президент Швейцарии.

Кроме государственных должностей Людвиг фон Моос был также членом совета директоров (1946-59) и президентом (1956-59) Обвальденского кантонального банка; членом совета директоров (1954-59) и вице-президентом (1957-59) Швейцарского бундесбанка; членом совета Швейцарской высшей технической школы Цюриха (1957-59). Он также возглавлял Федеральную комиссию по сохранению природного и культурного наследия (1972-77), Ассоциацию музеев транспорта Швейцарии (1972-82) и Общество друзей Университета Фрибура (1972-82). В 1964 году он был удостоен звания почётного доктора Университета Фрибура.